# 何偉凌
何偉凌，廣東東莞人，粵劇演員。
何偉凌自小聽從母親追隨其叔父粵劇名伶何非凡演出。她在「非凡嚮劇團」做了三年梅香。十六歲，她開始拜師羅豔卿，最初學習做花旦，後來轉學習生角。